# Atemminutenvolumen
Mit Atemminutenvolumen (AMV) wird in der Medizin und der Physiologie das Volumen an Atemluft bezeichnet, das pro Minute eingeatmet (und wieder ausgeatmet) wird. Es ist die am meisten verwendete Form, ein Atemzeitvolumen (Atemvolumen pro Zeitspanne) anzugeben. Ein erwachsener Mensch atmet in Ruhe etwa 12 bis 15 mal pro Minute und dabei pro Atemzug (AZ) ein Atemzugvolumen (AZV) von 500 bis 700 ml ein. Bei einer Atemfrequenz (AF) von 14 AZ/min und einem durchschnittlichen Atemzugvolumen von 600 ml beträgt das Atemminutenvolumen rund acht Liter (14 × 600 ml = 8400 ml).
Diese Werte werden zum Beispiel für die Einstellung einer Beatmungsmaschine oder den Verbrauch an einer Sauerstoffanlage verwendet.

## Messung
Das Atemminutenvolumen wird zum Beispiel bei der Lungenfunktionsprüfung oder während einer Narkose gemessen. Es lässt sich relativ leicht aus der Atemfrequenz und dem Atemzugvolumen errechnen.
Atemminutenvolumen = Atemzugvolumen × Atemfrequenz
In Beatmungsmaschinen werden ein Sollwert und ein Istwert des Atemzugvolumens gemessen und angezeigt. Außerdem kann man oft noch das spontane (vom Patienten geleistete) Atemminutenvolumen und das durch die Maschine gelieferte Volumen unterscheiden. Ferner wird das Atemzugvolumen bei der Einatmung mit dem Atemzugvolumen der Ausatmung verglichen, um so ein Leckvolumen erkennen zu können.

## Atemminutenvolumen unter Belastung
Das Atemminutenvolumen kann bei körperlicher Anstrengung auf das Drei- bis Vierfache gesteigert werden.
Bei gut trainierten Sportlern kann sich das maximale AMV bis zum 15-fachen des Ausgangswertes steigern.

## Erhöhung des Atemminutenvolumens (AMV)
Das AMV ist bei körperlicher Belastung erhöht. Daneben gibt es krankhafte Zustände, die das AMV erhöhen:
- Jede Hyperventilation geht mit einem erhöhten Atemminutenvolumen einher, so bei
  - Fieber
  - großer Höhe bzw. dünner Luft
  - Lungenembolie
  - metabolischer Azidose (Übersäuerung des Blutes), die durch Hyperventilation ausgeglichen wird
  - Störungen des Atemzentrums

## Erniedrigtes Atemminutenvolumen
Im Schlaf sinkt das Atemminutenvolumen noch einmal unter den Tagesruhewert ab.
- Unter der Einnahme von Beruhigungsmitteln kommt es in höherer Dosis zum Absinken des AMV.
- Bei Menschen, die chronisch an einen erhöhten Kohlendioxidwert adaptiert sind, kann die Gabe von Sauerstoff zu einem Absinken des AMV führen.
- Eine Schädigung des Atemzentrums kann ebenfalls das AMV vermindern.